# Lavoisiera dichotoma
Lavoisiera dichotoma är en tvåhjärtbladig växtart som beskrevs av Célestin Alfred Cogniaux. Lavoisiera dichotoma ingår i släktet Lavoisiera och familjen Melastomataceae. Inga underarter finns listade i Catalogue of Life.